# Comtat de Bradford
|  | Per a altres significats, vegeu «Comtat de Bradford (Florida)». |

Bradford és un comtat de la Commonwealth de Pennsilvània. Segons el cens del 2020 tenia una població de 59.967 habitants. La seu de comtat és a Towanda. El comtat forma part de la regió nord-est de Pennsilvània de l'estat.  El comtat de Bradford comprèn l'àrea estadística micropolitana de Sayre, Pennsilvània. Convé no confondre el comtat amb la ciutat de Bradford, que es troba al comtat de McKean, a 141 milles a l'oest per la Ruta 6 dels EUA.

## Història
El comtat es va crear el 21 de febrer de 1810 a partir de parts dels comtats de Lycoming i Luzerne, anomenant-se originalment comtat d'Ontario. El comtat d'Ontario es va reorganitzar i es separà del comtat de Lycoming el 13 d'octubre de 1812, i fou rebatejat com a comtat de Bradford fent honor a William Bradford, qui fou jutge en cap de la Cort Suprema de Pennsilvània i fiscal general dels Estats Units.
En aquesta reorganització una secció del nord de Filadèlfia en què els carrers principals d'est a oest reben el nom dels comtats de Pennsilvània conserva un carrer Ontario, entre els carrers Westmoreland i Tioga. Dos carrers curts de Bradford es troben al nord-est de Filadèlfia, a unes 4 milles d'Ontario Street.

## Geografia
Segons l'Oficina del Cens el comtat té una superfície de 1,161 milles quadrades (3,010 km2), de les quals 1,147 milles quadrades (2,970 km2) són terra ferma i 14 milles quadrades (36 km2)   un 1,2%, estan cobertes per les aigües. És el segon comtat més gran de Pennsilvània pel que fa a la superfície terrestre i el tercer comtat més gran pel que fa a la superfície total.
Bradford té un clima continental humit d'estius càlids ( Dfb ) i les temperatures mitjanes mensuals a Towanda oscil·len entre els 24,5 °F al gener fins a 70,6 °F al juliol.

### Comtats adjacents
- Comtat de Chemung, Nova York (nord-oest)
- Comtat de Tioga, Nova York (nord-est)
- Comtat de Susquehanna (est)
- Comtat de Wyoming (sud-est)
- Comtat de Sullivan (sud)
- Comtat de Lycoming (sud-oest)
- Comtat de Tioga (oest)

El comtat de Bradford és un dels pocs comtats dels EUA que limita amb dos comtats del mateix nom en diferents estats (els comtats de Tioga a Nova York i Pennsilvània).

### Àrea d'Estadística Micropolitana
L'Oficina de Gestió i Pressupost dels Estats Units ha designat el comtat de Bradford com l' Àrea Estadística Micropolitana de Sayre, PA (μSA) . Segons el cens del 2010 l'àrea micropolitana ocupava la vuitena posició més poblada de l'estat de Pennsilvània i la 131a més poblada dels Estats Units amb una població de 62.622 habitants.

### Entitats de població

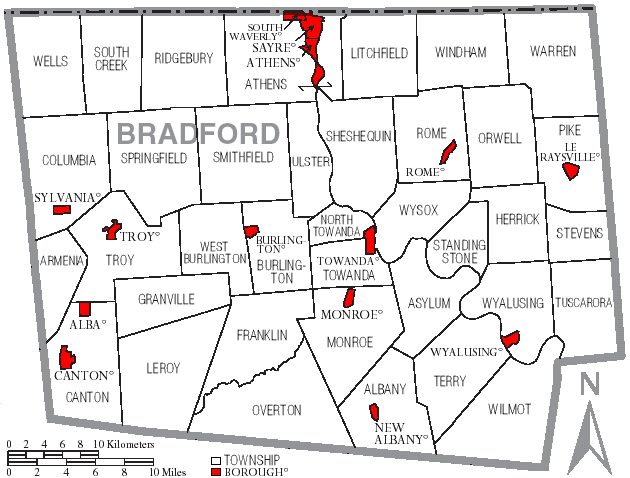
Mapa polític del comtat de Bradford, Pennsilvània amb mostrant els boroughs (en vermell) i els townships (en blanc).

Segons la llei de Pennsilvània, hi ha quatre tipus de municipalitats incorporats: ciutats, boroughs, townships i, en només un cas (Bloomsburg ), towns. Els següents districtes i municipis es troben al comtat de Bradford:
Boroughs
- Alba
- Athens
- Burlington
- Canton
- Le Raysville
- Monroe
- New Albany
- Rome
- Sayre
- South Waverly
- Sylvania
- Towanda (seu del comtat)
- Troy
- Wyalusing

Townships
- Albany
- Armenia
- Asylum
- Athens
- Burlington
- Canton
- Columbia
- Franklin
- Granville
- Herrick
- Leroy
- Litchfield
- Monroe
- North Towanda
- Orwell
- Overton
- Pike
- Ridgebury
- Rome
- Sheshequin
- Smithfield
- South Creek
- Springfield
- Standing Stone
- Stevens
- Terry
- Towanda
- Troy
- Tuscarora
- Ulster
- Warren
- Wells
- West Burlington
- Wilmot
- Windham
- Wyalusing
- Wysox

Lloc designat pel cens
- Greens Landing

Comunitats no incorporades
- Berrytown
- Browntown
- Merryall

## Demografia
Segons el cens del 2000 al comtat hi havia 62.761 persones, 24.453 habitatges i 17.312 famílies, assolint una densitat de 21 habitants/km2 (54 habitants/milla quadrada). Hi havia 28.664 habitatges amb una densitat mitjana de 9,7 habitatges/km2 (25 habitatges/milla quadrada). El perfil racial del comtat, d'acord als criteris raça i etnicitat en el cens dels Estats Units fou d'un 97,94% de blancs, 0,40% de negres o afroamericans, 0,31% de nadius americans, 0,45% d'asiàtics, 0,01% d'illencs del Pacífic, 0,19% d'altres races i 0,69% de dues o més races. El 0,63% de la població era hispana o llatina de qualsevol raça. El 32,4% eren d'ascendència anglesa, el 19% alemanya, el 12,6% irlandesa i el 6,4% italiana.
Dels 24.453 habitatges en un 31,80% hi vivien menors de 18 anys, en un 57,40% hi vivien parelles casades, en un 8,90% dones solteres i en un 29,20% no eren famílies. En el 24,70% dels habitatges només hi vivia una persona, l'11,50% de les quals corresponia a persones de 65 anys o més. De mitjana a cada habitatge hi vivien 2,52 persones, ascendint a 2,99 en el cas d'habitatges ocupats per famílies.
La població es repartia en les següents classes etàries: el 25,50% eren menors de 18 anys, un 6,80% entre 18 i 24, un 27,20% entre 25 i 44, un 24,70% entre 45 i 60 i un 15,70% 65 anys o més. La mitjana d'edat era de 39 anys. Per cada 100 dones hi havia 95,10 homes. Per cada 100 dones de 18 o més anys hi havia 92,10 homes.
| Raça                     | Núm.   | Perc. |
| ------------------------ | ------ | ----- |
| Blanc (NH)               | 55.717 | 93%   |
| Negre o afroamericà (NH) | 394    | 0,66% |
| Nadiu americà (NH)       | 117    | 0,2%  |
| asiàtic (NH)             | 460    | 0,77% |
| Illenc del Pacífic (NH)  | 13     | 0,02% |
| Altres/mixt (NH)         | 2.393  | 4%    |
| hispà o llatí            | 873    | 1,45% |

### Rànquing de població
La classificació de població de la taula següent es basa en el cens de 2010 del comtat de Bradford.
† seu del comtat
| Posició | Nom            | Població (cens del 2010) | Tipus   | Data d'incorporació |
| ------- | -------------- | ------------------------ | ------- | ------------------- |
| 1       | Sayre          | 5.587                    | Borough | 1891                |
| 2       | Athens         | 3.367                    | Borough | 1831                |
| 3       | † Towanda      | 2.919                    | Borough | 1828                |
| 4       | Canton         | 1.976                    | Borough | 1864                |
| 5       | Troy           | 1.354                    | Borough |                     |
| 6       | South Waverly  | 1.027                    | Borough | 1878                |
| 7       | Greens Landing | 894                      | CDP     |                     |
| 8       | Wyalusing      | 596                      | Borough |                     |
| 9       | Monroe         | 554                      | Borough | 1855                |
| 10      | Rome           | 441                      | Borough | 1860                |
| 11      | New Albany     | 356                      | Borough | 1879                |
| 12      | Le Raysville   | 290                      | Borough | 1863                |
| 13      | Sylvania       | 219                      | Borough | 1853                |
| 14      | Alba           | 157                      | Borough | 1864                |
| 15      | Burlington     | 156                      | Borough | 1854                |

## Política i govern

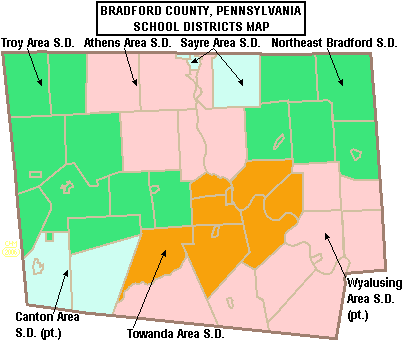
Districtes escolars del comtat de Bradford

En les eleccions presidencials el comtat pràcticament sempre s'ha decantat cap al Partit Republicà llevat de les eleccions del 1912 que es decantaren per William Howard Taft (tercer partit) i en les des de 1964 pel demòcrata Lyndon B. Johnson.
Al 7 de febrer de 2024, hi ha 37.159 votants registrats al comtat. Hi havia registrats 23.988 republicans, 8.258 demòcrates, 3.264 votants no afiliats i 1.649 votants inscrits a altres partits.